# Союз (ракета-носитель)

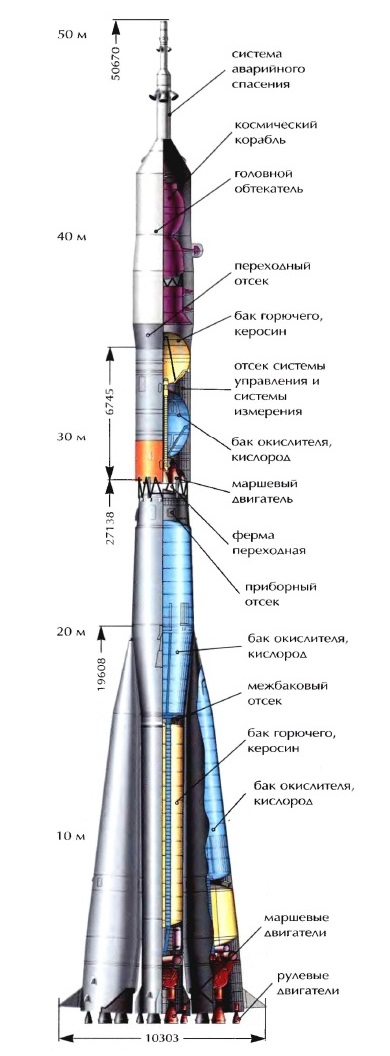
Структурно-компоновочная схема ракеты-носителя 11А511 «Союз»

«Союз» (индекс УРВ РВСН — 11А511) — советская трёхступенчатая ракета-носитель (РН) среднего класса из семейства Р-7, предназначенная для выведения на близкую к круговой эллиптическую орбиту Земли с неизменным наклонением орбиты пилотируемых космических кораблей типа «Союз» и автоматических космических аппаратов серии «Космос».
Разрабатывалась и изготавливалась в куйбышевском Филиале № 3 ОКБ-1 (ныне — ЦСКБ-Прогресс) под руководством Дмитрия Ильича Козлова и Сергея Павловича Королёва на основе ракет-носителей «Р-7А» и «Восход».
С помощью ракеты-носителя «Союз» были запущены все «Союзы 7К-ОК», первые 11 космических кораблей «Союз 7К-Т», а также первые «Союз 7К-ТА» (для орбитальной станции «Салют-3»). Всего было произведено 32 запуска с 1966 года по 1976 год, из них 30 были успешными.
На базе ракеты-носителя было разработано три модификации: «Союз-Л» — для проведения отработки лунной кабины ракетно-космического комплекса Н1-ЛЗ; «Союз-М» — для вывода на околоземную орбиту разведывательных спутников специального назначения типа «Зенит-4МТ»; и, впоследствии, «Союз-У» — для выведения на околоземную орбиту космических кораблей типа «Союз» и «Прогресс», а также множества космических аппаратов серий: «Космос», «Ресурс-Ф», «Фотон», «Бион» и ряда зарубежных аппаратов. Впоследствии были созданы более новые модификации, а также семейство ракет Союз-2, которые широко используется и в настоящее время (2020 год).
1 октября 2001 года в честь юбилея полёта Юрия Гагарина в космос и ракеты «Р-7», выпускаемой в Самаре с 1958 года, в Самаре был установлен монумент ракета-носитель «Союз» музея «Самара космическая» имени Д. И. Козлова.

## История создания

### Предпосылки
История создания ракеты-носителя «Союз» начинается 20 мая 1954 года, когда ЦК КПСС и Совет Министров СССР приняли постановление № 956—408 о разработке межконтинентальной баллистической ракеты (МБР) Р-7 (индекс УРВ РВСН — 8К71), в котором перед ОКБ-1 под руководством Сергея Павловича Королёва была официально поставлена задача создания баллистической ракеты, способной нести термоядерный заряд, и дальностью полёта до 10 тысяч километров.
Теоретические основы создания ракетных двигателей и энергетических установок ракетных комплексов были сформированы в НИИ-1 НКАП СССР под руководством Мстислава Всеволодовича Келдыша.
Непосредственное конструирование ракеты Р-7 началось в ОКБ-1 в 1953 году под руководством Сергея Павловича Королёва, ведущим конструктором по Р-7 был назначен Дмитрий Ильич Козлов, проектным отделом ОКБ-1 по Р-7 руководил Сергей Сергеевич Крюков. Новые мощные двигатели для Р-7 параллельно разрабатывались в ОКБ-456, под руководством Валентина Петровича Глушко.
Система управления ракетой проектировалась в НИИ-885 (ныне — ФГУП «НПЦАП») под руководством Николая Алексеевича Пилюгина, а изготовление было поручено харьковскому заводу «Коммунар».
В Институте проблем управления АН СССР под руководством Бориса Николаевича Петрова была разработана система опорожнения баков и система синхронизации расхода ракетного топлива. Разработка системы радиоуправления велась в НИИ-885 под руководством Михаила Сергеевича Рязанского.
В НИИ-944 (ныне — ФГУП «НПЦАП») под руководством Виктора Ивановича Кузнецова конструировались гироскопические приборы системы управления, системы автоматического подрыва ракеты проектировал Борис Евсеевич Черток в ОКБ-1, а систему телеметрических измерений — Алексей Федорович Богомолов в ОКБ МЭИ.
Одновременно с началом разработки новой МБР была создана комиссия во главе с генерал-лейтенантом Василием Ивановичем Вознюком, которая рассматривала вопрос о строительстве специального испытательного полигона. Стартовый комплекс был разработан в ГСКБ «Спецмаш» под руководством Владимира Павловича Бармина.
В феврале 1955 года для отработки тактико-технических характеристик перспективной МБР под командованием генерала Георгия Максимовича Шубникова создаётся новый Научно-исследовательский испытательный полигон № 5 Министерства Обороны СССР (НИИП-5), ставший затем космодромом Байконур. Место строительства — Казахстан, железнодорожная станция Тюра-Там, Кзыл-Ординской области.

### Создание ракеты Р-7
Эскизный проект Р-7 был готов в ОКБ-1 24 июля 1954 года. Согласно проекту МБР стартовой массой 280 т, тягой у земли 404 тс и длиной 34,2 м должна была доставить головную часть массой 5,4 т на расстояние 8240 км. Лётные испытания Р-7 начались 15 мая 1957 года.
Первый пуск был неудачным. Ракета 8К71 № М1-5 в измерительном варианте пролетела около 400 км и разрушилась в результате пожара. Успешным был только четвёртый пуск, который состоялся 21 августа 1957 года.
Ещё до принятия на вооружение МБР Р-7 в 1959 году было принято решение о строительстве объекта «Ангара» в районе посёлка Плесецк Архангельской области (ныне — космодром Плесецк) специально для постановки на боевое дежурство именно баллистических ракет данного типа.
В том же 1959 году в СССР был создан новый вид войск — Ракетные войска стратегического назначения (РВСН), на вооружение которых стали поступать межконтинентальные баллистические ракеты Р-7. Постановлением ЦК КПСС и Совета Министров СССР № 192-20 от 20 января 1960 года МБР Р-7 была принята на вооружение. Всего было произведено 30 пусков ракет Р-7, из них 20 — успешные.

### Создание производственной инфраструктуры
Вместе с принятием ракет Р-7 на вооружение перед промышленностью встала сложная задача: обеспечить необходимый боезапас для вновь созданных ракетных войск и строящихся полигонов. Опытный завод ОКБ-1 не располагал достаточными производственными мощностями для серийного производства ракет Р-7.
Поэтому 2 января 1958 года было принято постановление ЦК КПСС и Совета Министров СССР № 2-1сс/ОВ, в котором куйбышевскому Государственному авиационному заводу № 1 имени Осоавиахима (ГАЗ № 1, завод «Прогресс») Министерства авиационной промышленности предписывалось, не прекращая выпуска самолётов «Ту-16», реконструировать производство и освоить выпуск МБР Р-7, индекс 8К71, с выпуском трёх лётных изделий в четвёртом квартале 1958 года.
В Куйбышев, для освоения производства, Королёв отправляет бригаду инженеров под руководством Дмитрия Ильича Козлова. Сроки, в течение которых надо следовало выполнить данную задачу, были исключительно сжатыми, но коллектив завода под руководством директора завода Виктора Яковлевича Литвинова и ведущего конструктора Дмитрия Ильича Козлова справился с поставленной задачей.
Освоение ракеты на заводе № 1 проходило успешно и уже в конце 1958 года первые три ракеты были изготовлены и сданы заказчикам, а 17 февраля 1959 года с полигона Байконур была успешно запущена первая серийная ракета Р-7.
Для непосредственного конструкторского сопровождения и модернизации изготавливаемых заводом ракет, на территории завода № 1, С. П. Королёв, приказом по ОКБ-1 № 74 от 25 июля 1959 года, создал специальный конструкторский отдел № 25 ОКБ-1, который в соответствии с постановлением ЦК КПСС и СМ СССР № 715—296 от 23 июня 1960 года, преобразован в Филиал № 3 с дислокацией в городе Куйбышеве. Впоследствии, в 1974 году, КБ было переименовано в ЦСКБ.
На основе двухступенчатой межконтинентальной баллистической ракеты Р-7, созданной в конструкторском бюро С. П. Королёва в 1953—1957 годах, разработано более десяти модификаций космических ракет-носителей (РН). Созданная на её базе трёхступенчатая РН «Спутник» 4 октября 1957 года вывела на орбиту первый искусственный спутник Земли — «ПС-1».

### Создание ракеты-носителя Р-7А
Параллельно с Р-7 в течение 1958—1959 годов ОКБ-1 совместно с ЦСКБ и заводом № 1 вели разработку усовершенствованной версии МБР «Р-7А» (индекс УРВ РВСН — 8К74). Двухступенчатая ракета Р-7 имела длину 33 метра, максимальную стартовую массу — 278 тонны, а максимальная дальность стрельбы была определена в 8000 километров.
В конце 1959 года, параллельно с выпуском МБР Р-7, началось освоение Р-7А, серийный выпуск которой в Куйбышеве начался в III квартале 1960 года. Стартовая масса 8К74 составила 276 т (8К71 — 278 т), длина — 31,065 м, максимальная дальность стрельбы не более чем 12 000 км. На приборном отсеке Р-7А появился конический переходник для стыковки менее габаритной головной части с блоком «А». Новая инерциальная система управления взяла на себя функции системы радиоуправления, за исключением управления дальностью. Было проведено некоторое облегчение конструкции ракеты (за счёт химического фрезерования стенок баков). Сократилось время подготовки ракеты к пуску, в результате чего была повышена боеготовность.
Первый пуск в рамках лётных испытаний состоялся 23 декабря 1959 года, последний — 7 июля 1960 года. МБР Р-7А была принята на вооружение РВСН постановлением ЦК КПСС и СМ СССР № 1001—416 от 12 сентября 1960 года.
В Министерстве обороны США и НАТО ракета получила обозначение SS-6 и Sapwood, соответственно. Главное ракетно-артиллерийское управление Министерства Обороны СССР использовало индекс 8К74.
В семействе ракет-носителей Р-7А можно выделить следующие типы:
- 8К78 «Молния» — четырёхступенчатые ракеты-носители для запуска автоматических космических аппаратов на высокие эллиптические орбиты и межпланетных космических станций к Луне, Марсу и Венере[22][23];
- 8К78М «Молния-М» — четырёхступенчатые ракеты-носители с модернизированными двигателями первой и второй ступени. Послужила основой для создания трёхступенчатых вариантов «Восход» и «Союз»[24][25][26];
- 11А57 «Восход» — трёхступенчатая ракета-носитель для запуска космических кораблей «Восход» и разведывательных спутников «Зенит»[22][27];
- 8К72 «Восток» и 8А92 «Восток-2» — трёхступенчатые ракеты-носители для запуска автоматических космических аппаратов на средние круговые орбиты[28][29];
- 11А510 — специальная версия ракеты-носителя 8А92 для запуска двух опытных образцов космического аппарата УС-А, разработки ОКБ-52[30];
- 11А59 «Полёт» — двухступенчатая ракета-носитель для запуска ИСЗ «Полёт-1» и «Полёт-2»[22][31];
- 11А511 «Союз» — трёхступенчатые ракеты-носители для запуска пилотируемых космических кораблей и автоматических космических аппаратов на низкие околоземные орбиты[22].

По состоянию на 2011 год было произведено более 1760 ракет всех модификаций ракет-носителей, созданных на базе межконтинентальной баллистической ракеты Р-7.

### Создание 11А511 «Союз»
После успешных запусков ракет-носителей «Восток» и «Восход» в 1958—1963 годах, С. П. Королёв приступил к разработке принципиально нового направления в пилотируемой космонавтике.
Рассматривались не только простые полёты, максимум с пассивным сближением кораблей за счёт начального баллистического построения, но и групповые полёты, активное сближение, стыковка, переход космонавтов из корабля в корабль. Для осуществления длительных полётов предусматривалось обеспечение более или менее комфортных условий для космонавта, для чего в состав корабля нового поколения вводился бытовой отсек.
Задумывался и облёт Луны экипажем из двух человек, для чего на околоземной орбите должен был собираться комплекс в составе пилотируемого корабля «Союз-7К» и ракетного разгонного блока «Союз-9К», который, в свою очередь, заправлялся топливом на орбите танкером-заправщиком «Союз-11К». Корабль «Союз-7К», ракетный блок «Союз-9К» и танкер-заправщик «Союз-11К» предполагалось использовать для вывода на орбиту ракетой-носителем среднего класса. Однако энерговооруженности наиболее мощной, на тот момент, РН 11А57 («Восход»), по состоянию на 1963 год было недостаточно для реализации предполагаемой миссии. Кроме того, весьма остро стоял вопрос об оснащении пилотируемого космического корабля «Союз-7К» активной системой аварийного спасения (САС), способной в случае нештатной ситуации, грозящей жизни экипажа, на всех участках полёта ракеты-носителя, надёжно выполнить действия по спасению космонавтов.
Также следует заметить, что в 1962—1963 годах в куйбышевском Филиале № 3 велись работы по созданию автоматических космических аппаратов типа «Зенит-4МТ» для введения топографической съёмки в интересах МО СССР, которые также требовали повышения энергетики базовой ракеты-носителя.
Таким образом, возникла необходимость разработки новой модификации ракеты-носителя. Впоследствии эта модификация получила индекс 11А511 и наименование «Союз», она использовалась для запуска пилотируемых космических кораблей типа «Союз», а в дальнейшем и для грузовых транспортных кораблей типа «Прогресс».
Трёхступенчатая РН среднего класса 11А511 «Союз» была разработана КФЦКБЭМ в 1966 году в соответствии с постановлением ЦК КПСС и Совета Министров СССР № 1184—435 от 3 декабря 1963 года и предназначалась для выведения на околоземную орбиту комплексов «Союз-7К», «Союз-9К» и «Союз-11К» и в основном разведывательных космических аппаратов серии «Космос», разработанных также Куйбышевским филиалом.

### РН «Союз» как модернизация РН «Восход»
Ракета-носитель 11А511 «Союз» создавалась на базе РН 11А57 «Восход». Основным изменением подвергся блок 3-й ступени, которой был модернизирован с целью дальнейшего повышения энергетических характеристик ракеты-носителя.
Разработка данной модификации началась в середине 1963 года. К тому времени ОКБ-1 разрабатывало пилотируемый комплекс «Союз» 7К-9К-11К для облёта Луны. Согласно первоначальным исходным данным (конец 1962 года — начало 1963 года), масса корабля «Союз» на орбите должна была составить 5,8 тонн.
Его запуск предусматривался с помощью унифицированного носителя 11А57 «Восход» на базе ракеты Р-7А. Однако к середине 1963 года, когда в ходе разработки проектная масса корабля превысила 6 тонн, а масса головного обтекателя с двигателями САС приблизилась к 2 тоннам, стало ясно, что РН 11А57 не сможет вывести его на расчётную орбиту. Начался поиск путей модернизации этой РН с целью увеличения грузоподъёмности.
Модернизация ступеней проводилась Куйбышевским филиалом № 3 ОКБ-1, а головного блока — совместно ОКБ-1 и филиалом № 3.
Внешне ступени практически не изменились, но были существенно модернизированы:
- облегчена бортовая кабельная сеть систем управления и телеметрии;
- телеметрическая система на боковом и центральном блоках заменена новой системой, установленной на блоке «А»;
- снижено наклонение орбиты космического корабля к плоскости экватора с 64,8° до 51,5°;
- повышена прочность некоторых силовых элементов первой ступени, так как при новой циклограмме их отделение предусматривалось при повышенном скоростном напоре;
- из-за разброса параметров, двигатели 8Д727 (РД-108) для блока «А» подбирались индивидуально (удельная тяга — не менее 252 секунд[источник не указан 4028 дней] на уровне моря);
- уменьшена длина блока «И», облегчена его кабельная сеть;
- модернизирована система управления третьей ступени.

В таблице представлен план-график доработки основных узлов ракеты-носителя 11А57 и наземного оборудования для проведения испытаний РН 11А511 и комплекса «Союз» (объекты «7К», «9К» И «11К»).

## Особенности конструкции РН «Союз»

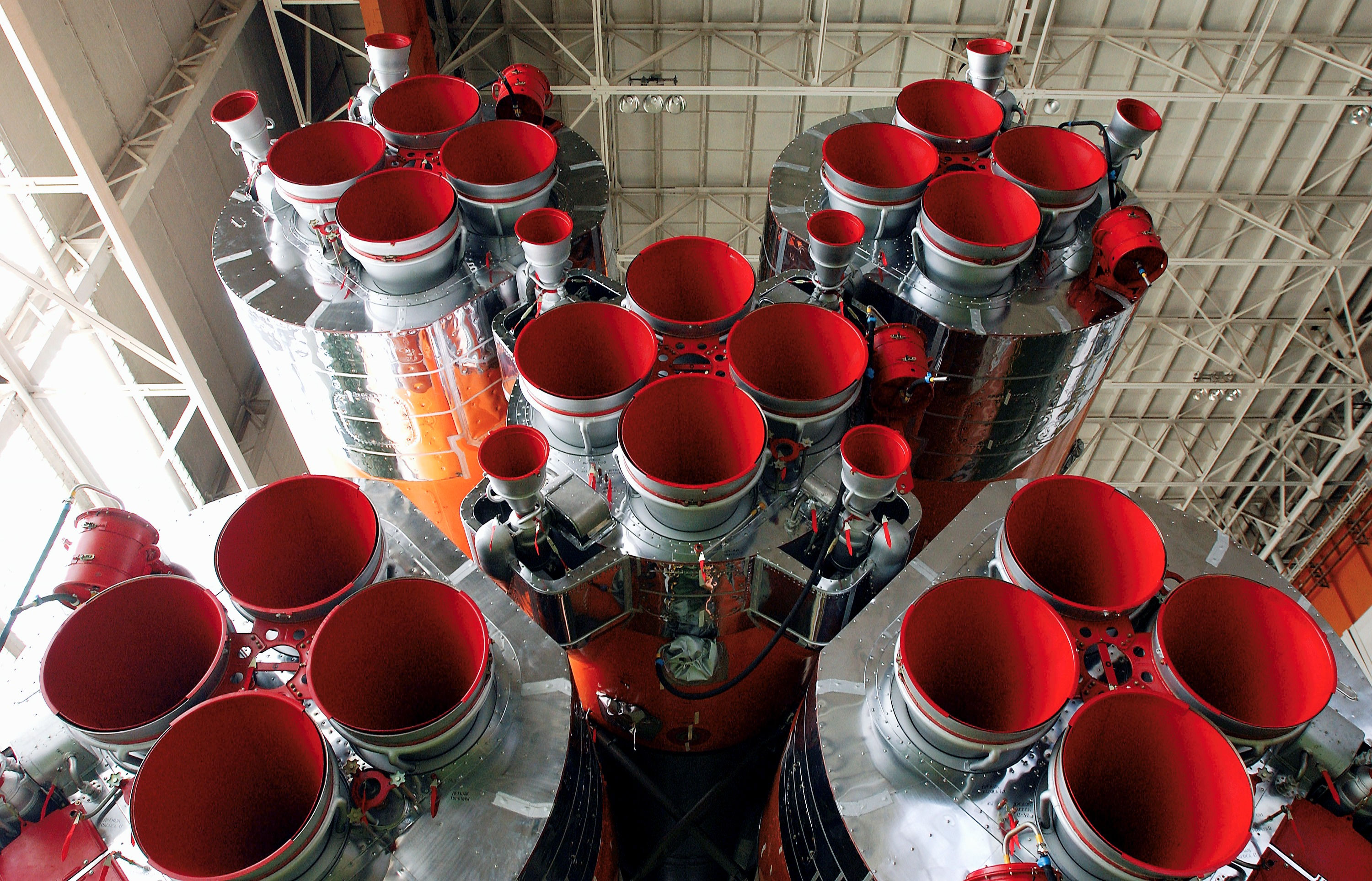
Двигательные установки первой и второй ступени РН «Союз»

Ракета-носитель «Союз» легко узнаваема по четырём коническим боковым блокам первой ступени, что отличает все «Союзы» от других ракет-носителей, а также характерному головному обтекателю с четырьмя прямоугольниками решетчатых стабилизаторов и специфической «башне» системы аварийного спасения на вершине.

### Характеристики основных узлов РН «Союз»
Общая длина ракеты-носителя составляет не более чем 50,67 м и зависит от типа запускаемого космического корабля.
Максимальный поперечный размер ракеты-носителя измеряется по концевикам воздушных рулей и составляет 10 м и 30 см. Стартовая масса не более 308 тонн, а общая масса топлива не более чем 274 тонны.
Сухая масса ракеты-носителя с транспортными патронами и полезной нагрузкой не более чем 34 тонны и зависит от типа запускаемого космического корабля.
Двигательные установки РН «Союз» позволяют развивать суммарную тягу 413 тс на уровне моря и более чем 505 тс в вакууме.
Трёхступенчатая ракета-носитель «Союз» состоит из:
- первой ступени, которая состоит из четырёх стартовых ускорителей — блоков «Б», «В», «Г» и «Д»;
- второй ступени, которая состоит из центрального блока «А»;
- третьей ступени — блок «И»;
- адаптера полезного груза, головного обтекателя и системы аварийного спасения экипажа.

Ракета-носитель 11А511 «Союз» позволяет выводить на низкую околоземную орбиту полезные нагрузки массой до 7,1 тонн.
В качестве двигательных установок ракеты-носителя «Союз» были использованы доработанные двигатели двухступенчатой МБР Р-7А и трёхступенчатой ракеты-носителя среднего класса «Восход».

### Первая ступень
Первая ступень состояла из четырёх конусообразных боковых блоков — ускорителей «Б», «В», «Г» и «Д» с автономными двигателями на каждом ускорителе. Все боковые блоки были размещены вдоль центрального блока «А» во взаимно перпендикулярных плоскостях стабилизации.
Боковые блоки при полёте ракеты-носителя упирались своими передними опорами в специальные кронштейны центрального блока, что были размещены на силовом шпангоуте бака окислителя. Специальная конструкция кронштейнов обеспечивала восприятие только продольных нагрузок, передаваемых с боковых блоков, и не препятствовала свободному отделению передних опор боковых блоков при исчезновении продольной силы при выключении двигателей боковых ускорителей.
Отделение ускорителей происходило примерно на 118 секунде после старта.

#### Конструкция
Конструктивно-компоновочная схема бокового блока ракеты-носителя «Союз» была типовая для всех ракет-носителей из семейства Р-7 и состояла из следующих частей:
- силового конуса;
- бака с окислителем — несущей конструкции конической формы в верхней части бокового блока. В баке была предусмотрена специальная система вскрытия, которая срабатывала при отделении ускорителя. Система вскрытия позволяла разгерметизировать конструкцию бака и перенаправить исходящие газы по специальному соплу во внешнюю среду, создавая при этом силу, отводящую боковой блок при разделении ступеней;
- межбакового отсека — конструкции в центральной части ускорителя, выполненной в виде конической оболочки. В отсеке размещались приборы и элементы автоматики, обеспечивающие управление боковым блоком в период совместного функционирования в составе ракеты-носителя. Для обеспечения доступа к приборам в обшивке были предусмотрены специальные герметичные люки[38];
- бака с горючим — несущей конструкции конической формы в центральной части ускорителя, что крепилась к заднему торцевому шпангоуту межбакового отсека. Внутри бака проходит тоннельная труба, в которой проложен расходный трубопровод окислителя[38];
- отсека баков перекиси водорода и жидкого азота — тороидальной конструкции в нижней части ускорителя, которая служила переходным звеном между хвостовым отсеком и топливными баками[39];
- хвостового отсека — конструкции в нижней части ускорителя специальной цилиндрической формы. В хвостовом отсеке размещался маршевый двигатель и один аэродинамический руль с электрическим приводом. Задняя часть наружной поверхности отсека имела отражательный экран, защищающий донную часть ракеты от действия тепловых потоков факела.

Сухая масса конструкции бокового блока составляла не более 3,75 т. В боковые блоки перед стартом заправляли 155—160 тонн топлива.

#### Двигательная установка

Принципиальная схема работы ТНА ЖРД РД-107 и РД-108

В качестве маршевых двигательных установок (ДУ) первой ступени использовались четыре четырёхкамерных жидкостных ракетных двигателя открытого цикла РД-107 (индекс 8Д728), разработанного Валентином Петровичем Глушко в НПО «Энергомаш». Двигатели были закреплены на переднем торцевом шпангоуте хвостового отсека.
Каждый двигатель РД-107 имел четыре основные неподвижные и две поворотные рулевые камеры сгорания, закреплённых в шарнирных подвесах. Давление в основных камерах сгорания составляет 58 кг/см2, в рулевых камерах сгорания — 54 кгс/см2. Масса сухого двигателя РД-107 составляла 1155 кг. Полная масса — 1300 кг.
Подача топлива в двигательные установки осуществлялась с помощью турбонасосного агрегата (ТНА). Турбина ТНА раскручивалась парогазом, полученным в газогенераторе при каталитическом разложении концентрированной 82 % перекиси водорода. Управление вектором тяги, вместо применения газовых рулей, производилось за счёт поворота малых рулевых камер сгорания. Данная схема работы позволила снизить потери тяги при изменении её вектора.

### Вторая ступень
Вторая ступень включала массу конструкций центрального блока «А» с полезной нагрузкой и топливом, остающимся в баках блока после окончания работы первой ступени.
Отделение второй ступени происходило примерно на 278 секунде после старта.

#### Конструкция
Конструктивно-компоновочная схема центрального блока ракеты-носителя «Союз» была схожа с центральным блоком второй ступени РН «Восход» и состояла из следующих частей:
- Приборного отсека.
- Бака с окислителем — конструкции в двух оболочек в форме усечённых конусов, обращённых большими основаниями друг к другу. Длина отсека составляла не более чем 9,5 м, а диаметр, в среднем, составлял 2 м.
- Межбакового отсека длиной 1 м и диаметром не более чем 2 м.
- Бака с горючим — конструкции цилиндрической формы с торосферическими днищами в центральной части второй ступени, что крепилась к переднему торцевому шпангоуту бака с окислителем. Длина отсека составляла не более чем 7,9 м, а диаметр не более чем 2 м. Внутри бака была проложена расходная магистраль окислителя[42].
- Отсека бака с жидким азотом в виде тороидального подвесного бака, что крепился к отсеку с перекисью водорода. Во внутренней полости бака проходили трубопроводы горючего и окислителя.
- Отсека бака перекиси водорода — конструкции в нижней части ускорителя, что служила переходным звеном между хвостовым отсеком и баком с жидким азотом. Длина бака составляла 1,8 м и представлял собой несущий кольцевой цилиндрический бак с днищами в виде бочок[42].
- Хвостового отсека — конструкции в нижней части ускорителя специальной цилиндрической формы. Хвостовой отсек имел длину 2,75 м и диаметр 2 м. В хвостовом отсеке размещался маршевый двигатель с четырьмя обтекателями, расположенными на внешней оболочке в плоскости стабилизации[43].

Сухая масса конструкции центрального блока «А» составляла не более чем 6 т. В центральный блок перед стартом заправляли в общей сложности не более чем 90—95 тонн топлива.

#### Двигательная установка

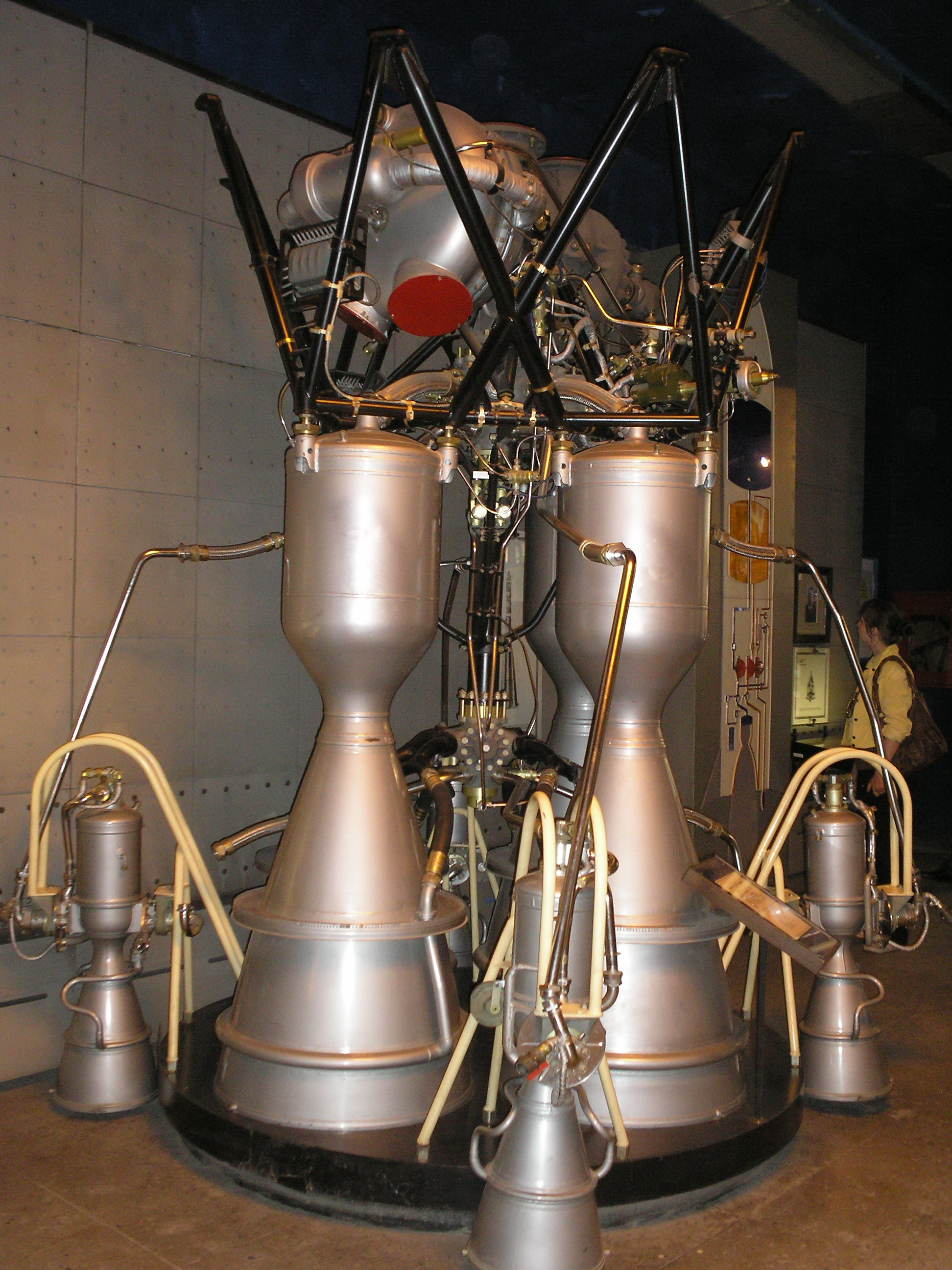
ЖРД РД-108 в Музее космонавтики и ракетной техники в Санкт-Петербурге

На второй ступени ракеты-носителя в качестве маршевого двигателя использовался жидкостной двигатель РД-108 (индекс 8Д721), также разработанный в НПО «Энергомаш».
Двигатель РД-108 был закреплён на переднем торцевом шпангоуте хвостового отсека с помощью трубчатой рамы. Двигатель состоял из четырёх неподвижных камер сгорания и четырёх поворотных камер, отклоняемых на ±35° и служащих исполнительными органами системы управления. Двигательные установки совместно с остальными органами управления ракетой, обеспечивали необходимое положение ракеты в пространстве на активном участке траектории и самостоятельно управляли ракетой на втором участке. Двигатель представлял собой ЖРД открытого цикла с общим ТНА, системой газогенерации и автоматикой системы наддува. Схема подачи топлива была аналогична двигателям РД-107 боковых ускорителей.
Давление в основных камерах сгорания составляло 58 кг/см2, в рулевых камерах сгорания — 54 кгс/см2. Давление на выходе из сопла в двигателе РД-108 составляло 0,23 кг/см2. Масса сухого двигателя составляла 1195 кг.

### Третья ступень
В качестве третьей ступени использовался модернизированный блок «И» от ракеты-носителя 11А57 «Восход».

#### Конструкция
Конструктивно-компоновочная схема блока «И» ракеты-носителя «Союз» состояла из:
- сбрасываемого переходного отсека — особой конструкции для крепления блока полезной нагрузки с головным обтекателем на верхнюю часть блока «И» третьей ступени;
- бака с горючим — сферической конструкции в верхней части блока;
- отсека систем управления и измерения;
- бака с окислителем — сферической конструкции в нижней части блока;
- хвостового отсека — отсека для размещения двигательных установок блока третьей ступени ракеты-носителя.

Общая длина блока «И» третьей ступени составляла не более 6,745 м, а диаметр — не более 2,66 м. Общая масса составляла немного более 25 тонн.

#### Двигательная установка

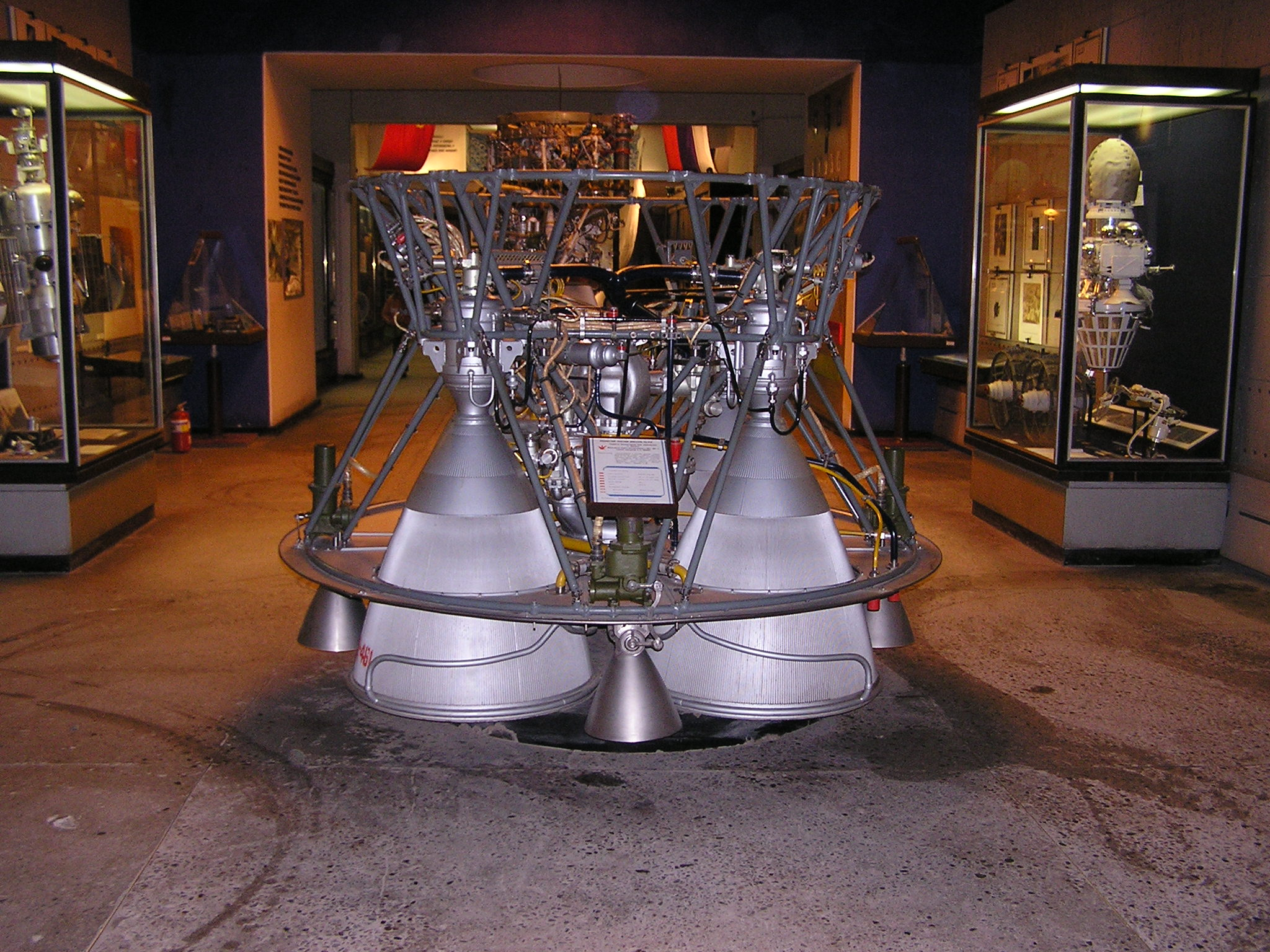
РД-0110 в экспозиции Музея космонавтики и ракетной техники

В качестве двигателя на блоке третьей ступени использовался высоконадёжный жидкостной ракетный двигатель открытого цикла РД-0110 (индекс 11Д55), разработанный Семёном Ариевичем Косбергом в ОКБ-154.
Двигатель РД-0110 с турбонасосной подачей топлива, имел четыре основные неподвижные и четыре поворотные рулевые камеры сгорания, закреплённых в шарнирных подвесах. Давление в основных камерах сгорания составляло 69,5 кгс/см2.
Общая длина двигателя не превышала 2,2 м, а масса — 408 кг. Максимальное время работы двигателя было ограничено отметкой в 250 секунд.

### Используемое топливо
В качестве компонентов топлива во всех ступенях ракеты-носителя использовался реактивный керосин Т-1. В качестве окислителя использовали — жидкий кислород (LOX), весьма пожароопасный и даже взрывоопасный тип окислителя, хотя и не токсичный.
Также для обеспечения работы вспомогательных систем ракета заправлялась небольшим количеством перекиси водорода и жидкого азота.

### Тактико-технические характеристики ступеней РН «Союз»
| Тактико-технические характеристики ступеней ракеты-носителя «Союз» | Тактико-технические характеристики ступеней ракеты-носителя «Союз» | Тактико-технические характеристики ступеней ракеты-носителя «Союз» | Тактико-технические характеристики ступеней ракеты-носителя «Союз» | Тактико-технические характеристики ступеней ракеты-носителя «Союз» | Тактико-технические характеристики ступеней ракеты-носителя «Союз» | Тактико-технические характеристики ступеней ракеты-носителя «Союз» | Тактико-технические характеристики ступеней ракеты-носителя «Союз» | Тактико-технические характеристики ступеней ракеты-носителя «Союз» | Тактико-технические характеристики ступеней ракеты-носителя «Союз» | Тактико-технические характеристики ступеней ракеты-носителя «Союз» | Тактико-технические характеристики ступеней ракеты-носителя «Союз» | Тактико-технические характеристики ступеней ракеты-носителя «Союз» | Тактико-технические характеристики ступеней ракеты-носителя «Союз» | Тактико-технические характеристики ступеней ракеты-носителя «Союз» | Тактико-технические характеристики ступеней ракеты-носителя «Союз» | Тактико-технические характеристики ступеней ракеты-носителя «Союз» | Тактико-технические характеристики ступеней ракеты-носителя «Союз» | Тактико-технические характеристики ступеней ракеты-носителя «Союз» | Тактико-технические характеристики ступеней ракеты-носителя «Союз» | Тактико-технические характеристики ступеней ракеты-носителя «Союз» |
| Ступени (блок)                                                     | Длина, м                                                           | Максимальный поперечный размер, м                                  | Максимальный диаметр, м                                            | Стартовая масса, т                                                 | Сухая масса, т                                                     | Масса топлива, т                                                   | Двигательная установка                                             | Разработчик двигательной установки                                 | Тип двигательной установки                                         | Марка топлива                                                      | Окислитель                                                         | Номинальная тяга на уровне моря, тс                                | Номинальная тяга в вакууме, тс                                     | Удельный импульс на уровне моря, с                                 | Удельный импульс в вакууме, с                                      | Расход горючего, кг/с                                              | Расход окислителя, кг/с                                            | Степень расширения сопла                                           | Время отделения, с                                                 | Максимальное время работы, с                                       |
| ------------------------------------------------------------------ | ------------------------------------------------------------------ | ------------------------------------------------------------------ | ------------------------------------------------------------------ | ------------------------------------------------------------------ | ------------------------------------------------------------------ | ------------------------------------------------------------------ | ------------------------------------------------------------------ | ------------------------------------------------------------------ | ------------------------------------------------------------------ | ------------------------------------------------------------------ | ------------------------------------------------------------------ | ------------------------------------------------------------------ | ------------------------------------------------------------------ | ------------------------------------------------------------------ | ------------------------------------------------------------------ | ------------------------------------------------------------------ | ------------------------------------------------------------------ | ------------------------------------------------------------------ | ------------------------------------------------------------------ | ------------------------------------------------------------------ |
| I ступень (блоки Б, В, Г, Д)                                       | 19,825                                                             | 3,82                                                               | 2,68                                                               | 43,325                                                             | 3,75                                                               | 39,475                                                             | РД-107                                                             | В. П. Глушко                                                       | ЖРД открытого цикла                                                | керосин Т-1                                                        | жидкий кислород                                                    | 83,5                                                               | 101,5                                                              | 252                                                                | 313                                                                | 88,3                                                               | 218,4                                                              | 149/1                                                              | Т+118                                                              | 140                                                                |
| II ступень (блок А)                                                | 28,465                                                             | 2,95                                                               | 2,95                                                               | 100,24                                                             | 6,00                                                               | 93,3                                                               | РД-108                                                             | В. П. Глушко                                                       | ЖРД открытого цикла                                                | керосин Т-1                                                        | жидкий кислород                                                    | 79,3                                                               | 99,3                                                               | 252                                                                | 315                                                                | 84,8                                                               | 202,7                                                              | 153/1                                                              | Т+286                                                              | 320                                                                |
| III ступень (блок И)                                               | 6,745                                                              | 2,66                                                               | 2,66                                                               | 25,45                                                              | 2,71                                                               | 22,7                                                               | РД-0110                                                            | С. А. Косберг                                                      | ЖРД открытого цикла                                                | керосин Т-1                                                        | жидкий кислород                                                    |                                                                    | 30,38                                                              |                                                                    | 326                                                                |                                                                    |                                                                    |                                                                    | Т+526                                                              | 240                                                                |

## Система аварийного спасения экипажа

### Особенности конструкции САС ракеты-носителя «Союз»

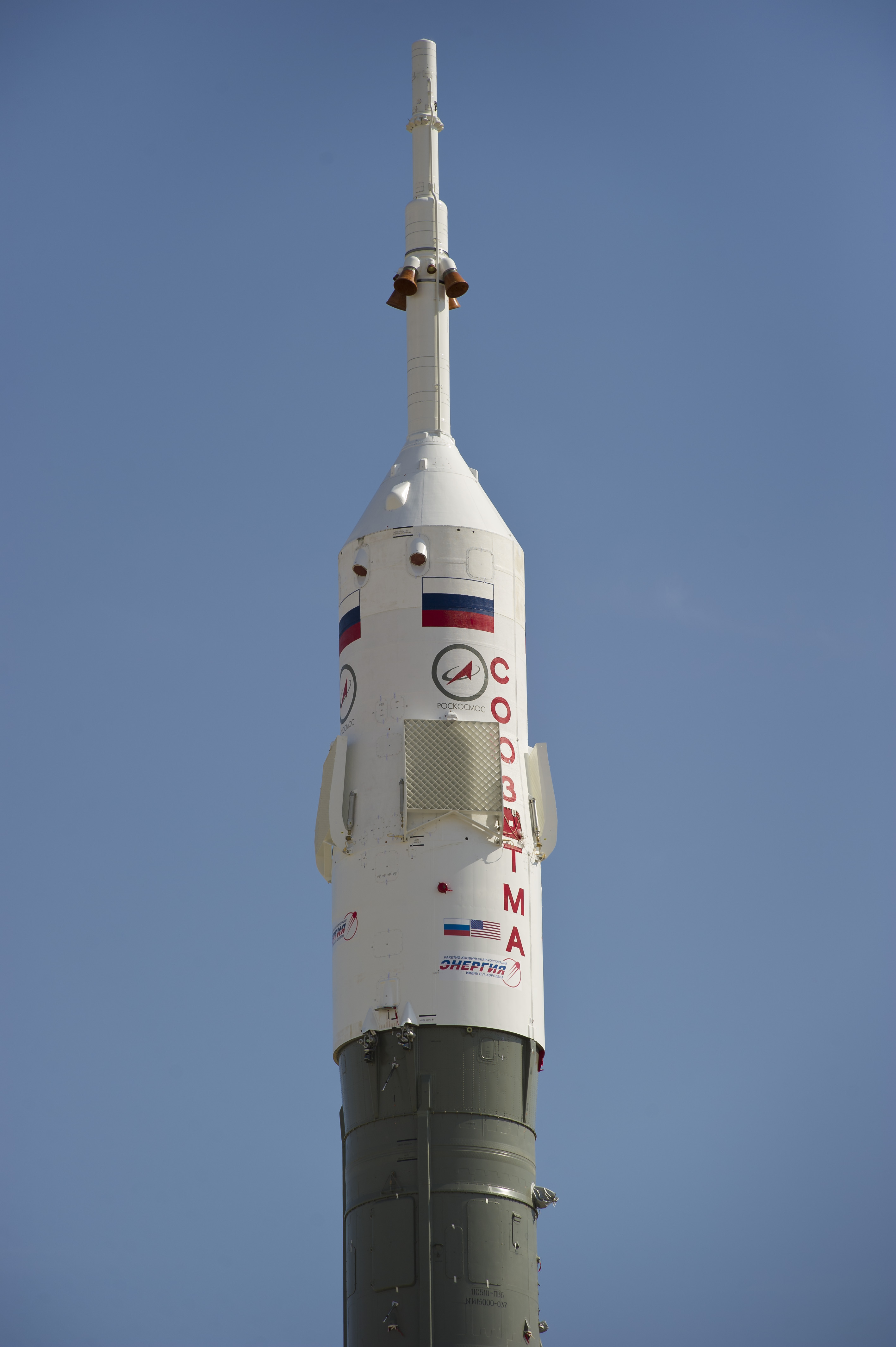
САС ракеты-носителя «Союз-У»

Самым существенным отличием РН «Союз» от предыдущих носителей типа Р-7, предназначенных для пилотируемых полётов, стала разработанная ОКБ-1 система аварийного спасения (САС) нового типа.
САС «взводится» за 15 минут до старта ракеты-носителя и обеспечивает спасение экипажа в случае аварии ракеты как на стартовой площадке, так и на любом участке полёта.
РН «Союз» проектировалась для вывода на околоземную орбиту космических кораблей одноимённой программы «Союз».
Корабль «Союз» состоит из трёх отсеков — бытового (иногда, преимущественно в англоязычной литературе, неточно именуемого «орбитальным»), приборно-агрегатного и спускаемого аппарата (СА). СА с космонавтами находится в середине связки, поэтому для спасения экипажа, приходится уводить от основного тела ракеты связку из бытового отсека и СА, вместе с головным обтекателем (ГО).
Расположение двигательных установок САС по тянущей схеме — сверху на штанге, а не в нижней части, под космическим кораблем, диктовалось соображениями экономии веса и горючего, так как сразу после набора ракетой-носителем достаточной высоты, штанга вместе с двигателями отстреливалась от ГО.
На створках головного обтекателя РН «Союз» установлены твердотопливные ракетные двигатели (РДТТ) разделения, уводящие отделяемый головной блок с экипажем, на участке между отделением двигательной установки САС и сбросом головного обтекателя. На вершине модуля расположен небольшой двигатель для увода в сторону головного обтекателя после срабатывания основного твердотопливного двигателя отделения.
Твердотопливная двигательная установка САС представляет собой два многосопловых блока твердотопливных двигателей (для разделения и увода отделяемого головного блока) и четыре небольших управляющих РДТТ.
Корабль соединяется с головным обтекателем тремя опорами, которые окружают спускаемый аппарат и «упираются» в нижний шпангоут бытового отсека. На этом шпангоуте спускаемый аппарат как бы «висит».
Усилие от ДУ САС на СА передаётся через два силовых пояса (верхний и нижний) и специальный ложемент в который установлен спускаемый аппарат. Также существует дополнительное крепление в верхней части головного блока фиксирующее бытовой отсек.
В 1965 году в ходе разработки САС выяснилось, что при возникновении аварии сброс ГО целиком невозможен без сильного удара по приборно-агрегатному отсеку. Для устранения данной проблемы было решено разделить обтекатель на две части поперечным стыком, чтобы при срабатывании ДУ САС от ГО отделялась только его верхняя часть. При этом нижняя часть ГО вместе с приборно-агрегатным отсеком космического корабля оставалась с ракетой.
Для сохранения устойчивости в полёте на ГО стали устанавливать четыре решетчатых стабилизатора. Такая конструктивно-компоновочная схема отделяемого головного блока САС стала базовой для всех модификаций ракет серии «Союз» и КК «Союз» в будущем.

### Тактико-технические характеристики САС РН «Союз»
- Длина — 19,825 м;
- Максимальный диаметр — 3 м;
- Масса с полезным грузом (Союз 7К-ОК) — 8,51 т;
- Масса полезного груза (Союз 7К-ОК) — 6,56 т;
- Время сброса двигательных установок САС — Т + 157 секунд;
- Время сброса головного обтекателя — Т + 161 секунда.[48]
- Масса САС: 1,95 т

### Сценарий работы САС в случае аварии
В зависимости от момента аварии, спасение экипажа было предусмотрено по одной из трёх основных программ:
1. Программа применялась от момента включения САС в дежурный режим на стартовой позиции (за 10—15 минут до старта ракеты) до момента сброса головного обтекателя, вместе с которым (или несколько ранее) сбрасывалась твердотопливная двигательная установка. По этой программе в момент возникновения аварии включалась сигнализация на пульте космонавтов, аварийно выключались двигательные установки ракеты-носителя (только при авариях после 20 с полёта), космический корабль разделялся по стыку между СА и приборно-агрегатным отсеком, фиксировались силовые связи, удерживающие СА и бытовой отсек внутри головного обтекателя. Далее разделялся поперечный стык в средней части ГО и раскрывались решетчатые стабилизаторы. Одновременно с раскрытием стабилизаторов запускается основной твердотопливный двигатель.
В процессе работы основного двигателя включаются рулевые двигатели увода, формирующие траекторию увода отделяемого головного блока. ОГБ должен подняться на высоту не менее, чем 850 метров и быть уведённым от места старта в сторону не менее, чем на 110 метров.
В районе вершины траектории увода происходит отделение СА от бытового отсека и включается твердотопливный двигатель разделения, обеспечивающий увод головного обтекателя вместе с бытовым отсеком на безопасное расстояние от СА. После отделения спускаемого аппарата включается система управления спуском, которая должна демпфировать угловые возмущения СА, полученные при разделении. Затем по команде программно-временного устройства (при аварии на малых высотах) или по команде барометрического датчика (при аварии на больших высотах) начинался ввод парашютной системы. При аварии в первые 26 секунд полёта предполагается посадка СА на запасном парашюте, а после 26 секунды полёта — на основном. В процессе спуска на парашюте бортовые системы СА подготавливались к посадке.
При срабатывании РДТТ экипаж может испытывать перегрузки до 10g. Тяга РДТТ составляет 76 тс, а время работы — менее 2 секунд.
По данному сценарию было осуществлено спасение экипажа корабля Союз Т-10-1, ракета-носитель которого взорвалась прямо на стартовом столе.
2. Программа срабатывает при авариях между 161 и 522 секундами полёта. По этой программе в момент аварии включается сигнализация на пульте космонавтов, аварийно выключаются двигательные установки ракеты-носителя, бортовые системы СА переводятся в аварийный режим работы.
По истечении определённой временной задержки отделялся бытовой отсек, а затем разделялся СА и приборно-агрегатный отсек. После разделения, система управления спуском разворачивала спускаемый аппарат в плоскости тангажа и при входе в атмосферу обеспечивала его спуск в режиме «максимального аэродинамического качества». При дальнейшем снижении СА, система приземления работала по штатной программе;
3. При аварии после 522 секунды и до выхода на орбиту производится разделение отсеков космического корабля по штатной схеме, но спуск должен был проходить по баллистической траектории, при этом перегрузки могут превышать 10g.

## Модификации РН «Союз»
На базе ракеты-носителя 11А511 «Союз» было разработано две модификации: «Союз-Л» и «Союз-М», а впоследствии РН стала основой для ракеты-носителя «Союз-У».

### РН «Союз-Л»
Для проведения отработки лунной кабины (объект «Т2К») ракетно-космического комплекса Н1-ЛЗ на базе ракеты-носителя 11А511 «Союз» была разработана её модификация — РН «Союз-Л». Данная модификация отличалась необычной надкалиберной формой головного обтекателя.
В 1970—1971 годах с космодрома Байконур было осуществлено 3 пуска ракеты-носителя 11А511Л с космическими аппаратами «Космос-379», «Космос-398» и «Космос-434».

### РН «Союз-М»
Для вывода на орбиту военно-исследовательского корабля Союз «7К-ВИ», над разработкой которого в середине 1960-х годов трудились коллективы Куйбышевского филиала ЦКБЭМ и завода «Прогресс», на базе ракеты-носителя 11А511 была разработана модификация 11А511М «Союз-М».
После закрытия программ по военным модификациям корабля «Союз», изготовленные на тот момент ракеты-носители были переоборудованы под возможность запуска разведывательных спутников типа Зенит-4МТ «Орион» (индекс — 11Ф629), разработки всё того же «ЦСКБ-Прогресс».
В 1971—1976 годах с космодрома Плесецк с помощью «11А511М» были успешно запущены восемь космических аппаратов специального назначения типа Зенит-4М «Орион»..
Все запуски ракеты-носителя «Союз-М» производились с космодрома Плесецк (космодром), со стартовых площадок № 41/1 и № 43/4.

### РН «Союз-У»
В 1970—1973 годах была разработана модификация «Союз-У» (индекс — 11А511У), которая предназначалась для выведения на околоземную орбиту пилотируемых и грузовых космических кораблей типа «Союз», беспилотных транспортных кораблей типа «Прогресс», космических аппаратов серии «Космос», «Ресурс-Ф», «Фотон», «Бион», а также ряда зарубежных космических аппаратов. Основным отличием ракеты-носителя «Союз-У» от базовой заключалось в применении двигателей первой и второй ступеней с повышенными энергетическими характеристиками.
Состоянием на 18 мая 2012 года было произведено общей сложностью 771 пуск ракеты-носителя данной модификации.

### РН «Союз-ФГ»
«Союз-ФГ» — модификация «Союз-У». Установлены двигатели 1-й и 2-й ступеней с новыми форсуночными головками (отсюда «ФГ» в названии ракеты), разработанные для ракеты-носителя «Союз-2», с минимальными доработками аналоговой системы управления. Эксплуатировалась с 2001 по 2019 года, выполнено 70 пусков, из них один аварийный. Эксплуатация прекращена в связи с переходом на «Союз-2».

### РН «Союз-2»
Ракета-носитель «Союз-2» — семейство трёхступенчатых ракет-носителей среднего класса, разработанное в «ЦСКБ-Прогресс» на основе ракеты-носителя «Союз-У» путём глубокой модернизации. Первый полет 2004 год, на 2020 год выполнено более 100 пусков.
Масса полезной нагрузки, выводимой на низкую орбиту Земли — от 2800 кг до 9200 кг в зависимости от модификации и точки запуска. Проектное название — «Русь».

### РН «Союз-СТ»
Ракеты-носители «Союз-СТ» — семейство трёхступенчатых ракет-носителей среднего класса, созданных на базе РН «Союз-2» для обеспечения коммерческих запусков с космодрома Куру.
Основные отличия ракеты от базового варианта — доработка системы управления под приём телекоманд с земли на прекращение полёта и доработка телеметрии под европейские наземные станции приёма телеметрической информации. Первый полет 2011 год, на 2020 год выполнено 23 пуска.
Ракета-носитель «Союз-СТ-А», созданная на базе ракеты-носителя «Союз 2-1а», способна выводить на геопереходную орбиту (ГПО) космические аппараты массой до 2810 кг, а на солнечно-синхронную орбиту (ССО) высотой 820 км — аппараты массой до 4230 кг. «Союз-СТ-Б» на базе ракеты «Союз 2-1б», способна выводить на ГПО до 3250 кг, а на ССО — до 4900 кг.

### Нереализованные проекты
- «Ямал»
- «Аврора»

## История запусков ракеты-носителя «Союз»

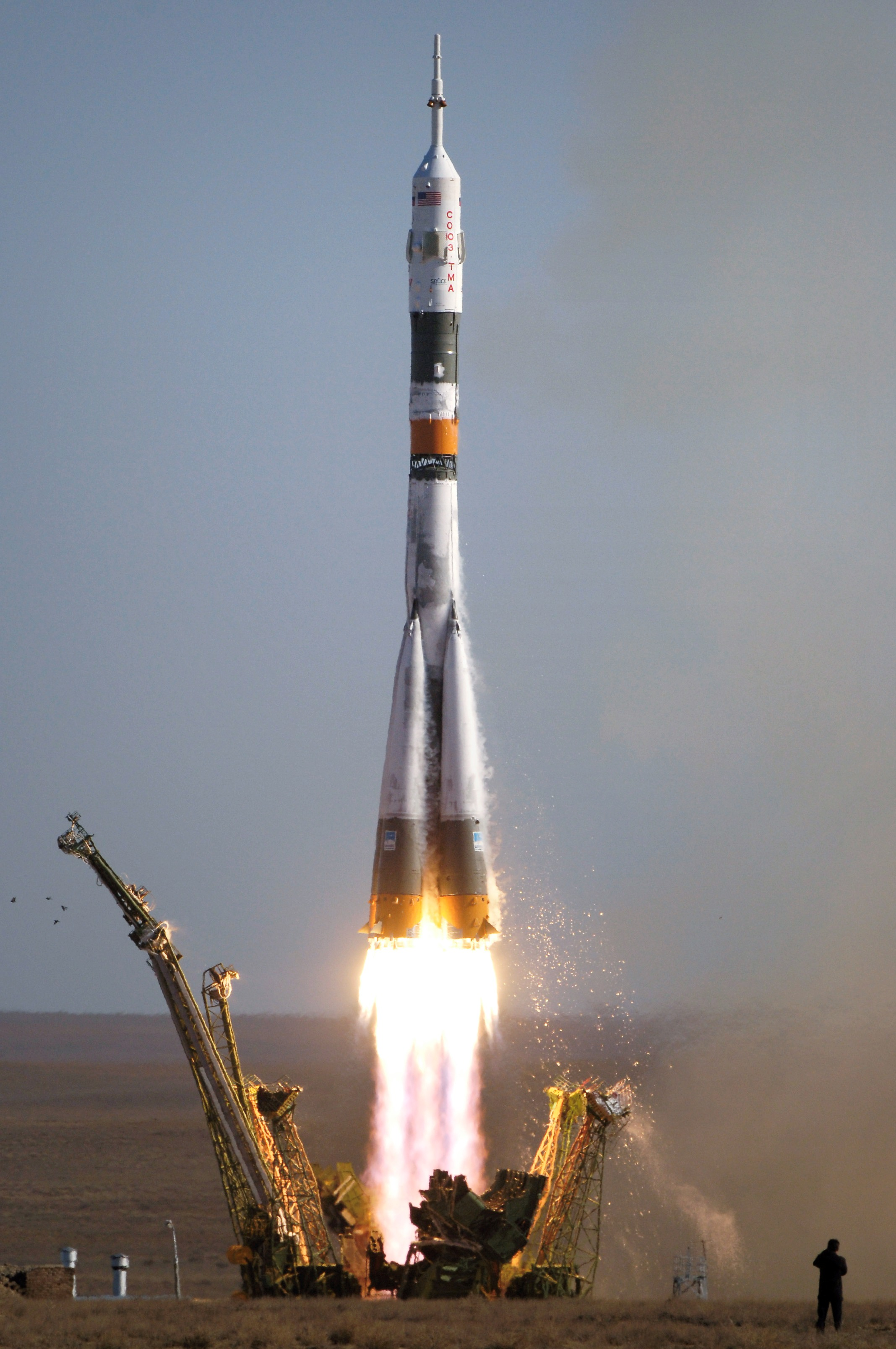
Ракета-носитель «Союз-ФГ» при запуске космического корабля «Союз ТМА-5»

Всего было произведено 32 запуска РН «Союз» (один пуск аварийный и одна авария ракеты на стартовой позиции до пуска).
Первый пуск РН 11А511 «Союз» состоялся 28 ноября 1966 года. На орбиту был выведен беспилотный «Союз» («Космос-133»).
Последний пуск состоялся 14 октября 1976 года, на орбиту был выведен транспортный корабль 7К-Т («Союз-23»).

### Список всех запусков ракет-носителей «Союз»
Все запуски ракеты-носителя «Союз» производились с космодрома Байконур, со стартовых площадок № 1 и № 31, а с 1970 года только со стартовой площадки № 1.
| Список запусков ракеты-носителя «Союз» | Список запусков ракеты-носителя «Союз» | Список запусков ракеты-носителя «Союз» | Список запусков ракеты-носителя «Союз» | Список запусков ракеты-носителя «Союз» | Список запусков ракеты-носителя «Союз» | Список запусков ракеты-носителя «Союз» | Список запусков ракеты-носителя «Союз» | Список запусков ракеты-носителя «Союз» | Список запусков ракеты-носителя «Союз» | Список запусков ракеты-носителя «Союз» |
| № запуска                              | Дата (UTC)                             | Номер РН                               | Дата изготовления                      | Полезная нагрузка                      | Тип КК                                 | Индекс КК                              | NSSDC ID                               | SCD                                    | Стартовый комплекс                     | Результат                              |
| -------------------------------------- | -------------------------------------- | -------------------------------------- | -------------------------------------- | -------------------------------------- | -------------------------------------- | -------------------------------------- | -------------------------------------- | -------------------------------------- | -------------------------------------- | -------------------------------------- |
| 1                                      | 28 ноября 1966 года                    | У15000-02                              | 1965                                   | Космос-133                             | 7К-ОК № 2                              | 11Ф615                                 | 1966-107A                              | 02601                                  | Байконур 31                            | Успех                                  |
| 2                                      | 12 декабря 1966 года                   | У15000-01                              | 1965                                   | —                                      | 7К-ОК № 1                              | 11Ф615                                 | —                                      | —                                      | Байконур 31/6                          | Авария                                 |
| 3                                      | 7 февраля 1967 года                    | У15000-04                              | 1965                                   | Космос-140                             | 7К-ОК № 3                              | 11Ф615                                 | 1967-009A                              | 02667                                  | Байконур 1                             | Успех                                  |
| 4                                      | 23 апреля 1967 года                    | У15000-03                              | 1965                                   | Союз-1                                 | 7К-ОК № 4                              | 11Ф615                                 | 1967-037A                              | 02759                                  | Байконур 1                             | Успех                                  |
| 5                                      | 27 октября 1967 года                   | У15000-05                              | 1965                                   | Космос-186                             | 7К-ОК № 6                              | 11Ф615                                 | 1967-105A                              | 03014                                  | Байконур 31                            | Успех                                  |
| 6                                      | 30 октября 1967 года                   | Н15000-07                              | 1966                                   | Космос-188                             | 7К-ОК № 5                              | 11Ф615                                 | 1967-107A                              | 03020                                  | Байконур 31                            | Успех                                  |
| 7                                      | 14 апреля 1968 года                    | Я15000-07                              | 1967                                   | Космос-212                             | 7К-ОК № 8                              | 11Ф615                                 | 1968-029A                              | 03183                                  | Байконур 31                            | Успех                                  |
| 8                                      | 15 апреля 1968 года                    | У15000-06                              | 1965                                   | Космос-213                             | 7К-ОК № 7                              | 11Ф615                                 | 1968-030A                              | 03193                                  | Байконур 1                             | Успех                                  |
| 9                                      | 28 августа 1968 года                   | В15000-13                              | 1968                                   | Космос-238                             | 7К-ОК № 9                              | 11Ф615                                 | 1968-072A                              | 03351                                  | Байконур 31                            | Успех                                  |
| 10                                     | 25 октября 1968 года                   | Я15000-08                              | 1967                                   | Союз-2                                 | 7К-ОК № 11                             | 11Ф615                                 | 1968-093A                              | 03511                                  | Байконур 1                             | Успех                                  |
| 11                                     | 26 октября 1968 года                   | Я15000-10                              | 1967                                   | Союз-3                                 | 7К-ОК № 10                             | 11Ф615                                 | 1968-084A                              | 03516                                  | Байконур 31                            | Успех                                  |
| 12                                     | 14 января 1969 года                    | Я15000-12                              | 1967                                   | Союз-4                                 | 7К-ОК № 12                             | 11Ф615                                 | 1969-004A                              | 03654                                  | Байконур 31                            | Успех                                  |
| 13                                     | 15 января 1969 года                    | Я15000-11                              | 1967                                   | Союз-5                                 | 7К-ОК № 13                             | 11Ф615                                 | 1969-005A                              | 03656                                  | Байконур 1                             | Успех                                  |
| 14                                     | 11 октября 1969 года                   | В15000-14                              | 1968                                   | Союз-6                                 | 7К-ОК № 14                             | 11Ф615                                 | 1969-085A                              | 04122                                  | Байконур 31                            | Успех                                  |
| 15                                     | 12 октября 1969 года                   | Ю15000-19                              | 1969                                   | Союз-7                                 | 7К-ОК № 15                             | 11Ф615                                 | 1969-086A                              | 04124                                  | Байконур 1                             | Успех                                  |
| 16                                     | 13 октября 1969 года                   | Ю15000-18                              | 1969                                   | Союз-8                                 | 7К-ОК № 16                             | 11Ф615                                 | 1969-087A                              | 04126                                  | Байконур 31                            | Успех                                  |
| 17                                     | 1 июня 1970 года                       | Ю15000-21С                             | 1969                                   | Союз-9                                 | 7К-ОК № 17                             | 11Ф615                                 | 1970-041A                              | 04407                                  | Байконур 31                            | Успех                                  |
| 18                                     | 22 апреля 1971 года                    | Х15000-25                              | 1970                                   | Союз-10                                | 7К-Т № 31                              | 11Ф615А8                               | 1971-034A                              | 05172                                  | Байконур 1                             | Успех                                  |
| 19                                     | 6 июня 1971 года                       | Х15000-24                              | 1970                                   | Союз-11                                | 7К-Т № 33                              | 11Ф615А8                               | 1971-053A                              | 05283                                  | Байконур 1                             | Успех                                  |
| 20                                     | 26 июня 1972 года                      | Ю15000-20                              | 1969                                   | Космос-496                             | 7К-Т № 33А                             | 11Ф615А8                               | 1972-045A                              | 06066                                  | Байконур 1                             | Успех                                  |
| 21                                     | 15 июня 1973 года                      | С15000-27                              | 1971                                   | Космос-573                             | 7К-Т № 36                              | 11Ф615А8                               | 1973-041A                              | 06694                                  | Байконур 1                             | Успех                                  |
| 22                                     | 27 сентября 1973 года                  | С15000-26                              | 1971                                   | Союз-12                                | 7К-Т № 37                              | 11Ф615А8                               | 1973-067A                              | 06836                                  | Байконур 1                             | Успех                                  |
| 23                                     | 30 ноября 1973 года                    | С15000-29                              | 1971                                   | Космос-613                             | 7К-Т № 34А                             | 11Ф615А8                               | 1973-096A                              | 06957                                  | Байконур 1                             | Успех                                  |
| 24                                     | 18 декабря 1973 года                   | С15000-28                              | 1971                                   | Союз-13                                | 7К-Т № 33                              | 11Ф615А8                               | 1973-103A                              | 06982                                  | Байконур 1                             | Успех                                  |
| 25                                     | 27 мая 1974 года                       | С15000-32                              | 1973                                   | Космос-656                             | 7К-ТА № 61                             | 11Ф615А9                               | 1974-036A                              | 07313                                  | Байконур 1                             | Успех                                  |
| 26                                     | 3 июля 1974 года                       | С15000-31                              | 1971                                   | Союз-14                                | 7К-ТА № 62                             | 11Ф615А9                               | 1974-051A                              | 07361                                  | Байконур 1                             | Успех                                  |
| 27                                     | 26 августа 1974 года                   | С15000-30                              | 1971                                   | Союз-15                                | 7К-ТА № 63                             | 11Ф615А9                               | 1974-067A                              | 07421                                  | Байконур 1                             | Успех                                  |
| 28                                     | 10 января 1975 года                    | Х15000-22                              | 1970                                   | Союз-17                                | 7К-Т № 38                              | 11Ф615А8                               | 1975-001A                              | 07604                                  | Байконур 1                             | Успех                                  |
| 29                                     | 5 апреля 1975 года                     | Х15000-23                              | 1970                                   | Союз-18А                               | 7К-Т № 39                              | 11Ф615А8                               | —                                      | —                                      | Байконур 1                             | Частично                               |
| 30                                     | 24 мая 1975 года                       | Ф15000-33                              | 1975                                   | Союз-18                                | 7К-Т № 40                              | 11Ф615А8                               | 1975-044A                              | 07818                                  | Байконур 1                             | Успех                                  |
| 31                                     | 6 июля 1975 года                       | Ф15000-34                              | 1975                                   | Союз-21                                | 7К-Т № 41                              | 11Ф615А8                               | 1975-064A                              | 08934                                  | Байконур 1                             | Успех                                  |
| 32                                     | 14 октября 1976 года                   | Э15000-35                              | 1976                                   | Союз-23                                | 7К-ТА № 65                             | 11Ф615А9                               | 1976-100A                              | 09477                                  | Байконур 1                             | Успех                                  |

Первая телевизионная трансляция запуска советской ракеты в космос состоялась 26 октября 1968 года во время старта космического корабля «Союз-3», пилотируемого Георгием Береговым.

### Инцидент 14 декабря 1966 года
После удачного запуска РН «Союз» 28 ноября 1966 года с аппаратом «Союз 7К-ОК» серии № 2 следующий испытательный запуск был намечен на 14 декабря 1966 года.
В качестве полезной нагрузки было решено использовать «Союз 7К-ОК» серии № 1. Поскольку данный аппарат не имел пары, проверить режим автоматической стыковки было невозможно, зато можно было проверить работу бортовых систем корабля.
При подготовке пуска на одном из боковых блоков не сработал пирозапал. Автоматика дала «отбой» и ракета осталась на старте. Начались работы по сливу топлива, персонал покинул бункер и находился у подножия ракеты. Через 27 минут после отмены пуска внезапно сработала система аварийного спасения корабля. Как выяснилось эта система оставалась включенной и продолжала следить за состоянием и положением корабля.
Через некоторое время гироскопические датчики зафиксировали угловое отклонение космического корабля, появившееся из-за вращения Земли, и выдали аварийный сигнал. Спускаемый аппарат и бытовой отсек с помощью твердотопливных двигателей были подняты на высоту около километра где произошло отделение спускаемого аппарата и он спустился на парашюте.
В приборно-агрегатном отсеке, оставшемся на ракете-носителе, загорелся теплоноситель, выливавшийся из трубопроводов, на которых отсутствовали обратные клапаны. Через двадцать семь минут после отделения системы аварийного спасения один за другим последовали несколько взрывов, но этого времени оказалось достаточно, чтобы большинство людей успели покинуть опасную зону.
Майор Коростылёв из испытательного управления решил не бежать, а спрятаться за стену ограждения и погиб, задохнувшись в дыму. На следующий день после пожара умерли ещё два солдата.
После катастрофы было решено совершить дополнительные испытательные запуски, а пилотируемые полёты временно приостановить.
Для нового пуска начали готовить «Союз 7К-ОК» № 3, старт которого назначили на 15 января 1967 года. Запуск пилотируемых «Союзов» № 4 и № 5 наметили на март 1967 года.
Старт корабля «7К-ОК» № 3 («Космос-140») с манекеном на борту состоялся 7 февраля 1967 года. Пуск был удачным, хотя из-за отказов в системе ориентации корабль израсходовал слишком много топлива, не смог выполнить все поставленные задачи и вынужден был совершить посадку в незапланированном районе — в Аральском море, где, впоследствии и затонул.

### Инцидент 5 апреля 1975 года
5 апреля 1975 года, 11:04 утра, космодром Байконур, стартовый комплекс № 1. Пуск ракеты-носителя «Союз 11А511», которая должна была вывести на околоземную орбиту космический корабль «Союз-18А».
На борту космического корабля находился экипаж в составе:
- Василий Григорьевич Лазарев, командир корабля (2-й полёт в космос);
- Олег Григорьевич Макаров, бортинженер (2-й полёт в космос).

При выведении корабля на орбиту, в работе бортовых систем третьей ступени ракеты-носителя произошёл сбой и автоматика приняла решение на аварийное отделение корабля от носителя. Разделение произошло на высоте около 150 километров над поверхностью Земли.
Спуск космического корабля на Землю произошёл по баллистической траектории с большими перегрузками, достигавшими 15g. Спускаемый аппарат корабля совершил посадку юго-западнее города Горно-Алтайск на склоне горы. После касания земной поверхности спускаемый аппарат покатился вниз по склону и остановился только зацепившись за росшее на краю пропасти дерево. Космонавты спаслись потому, что не произвели отстрел парашюта. Из спускаемого аппарата они были эвакуированы с помощью вертолёта.
Продолжительность полёта космонавтов составила 21 минуту 27 секунд.

## Статьи
- Козлов Д. И., Фомин Г. Е., Новиков В. Н., Широков В. А. Развитие космических средств выведения среднего класса типа «Союз» // Космопарк (УДК 629.76.764). — Самара, 1998. Архивировано 9 декабря 2012 года.
- Шамсутдинов С. Легендарный корабль «Союз» // Новости космонавтики. — Самара: ФГУП ЦНИИмаш, 2002. — № 4. Архивировано 21 февраля 2014 года.
- Красильников А. «Прогресс М-18М»: оборудование для изучения «космической погоды» // Новости космонавтики. — М.: ФГУП ЦНИИмаш, 2013. — Т. 23, вып. 363, № 4. — ISSN 1561-1078.
- Варфоломеев Т. Первая межконтинентальная: рождение «Семёрки» // Новости космонавтики. — М.: ФГУП ЦНИИмаш. — № 7, 2007.
- Варфоломеев Т. Универсальный «Союз» // Новости космонавтики. — М.: ФГУП ЦНИИмаш. — № 12, 2002.
- Варфоломеев Т., Лебедев В. «Семерка» для третьего спутника // Новости космонавтики. — М.: ФГУП ЦНИИмаш. — № 10, 2008.
- Полетаева В. Главная ракета XX века // Промышленность и бизнес : Газета. — Самара. Архивировано 1 ноября 2011 года.
- Суворов А. Жизнь на кончике иглы: система спасения // Популярная механика : портал. — 1998. — Сентябрь.
- Croy, Richard. A Soyuz 11A511 Guidance & Control System (англ.). — 2003.
- Gilbert N. Lewis. The magnetism of oxygen and the molecule O4 // Journal of the American Chemical Society. — 1924. — Vol. 46, № 9. — P. 2027—2032. — doi:10.1021/ja01674a008.

### Русскоязычные ресурсы
- Ракеты-носители семейства Р-7. astro.websib.ru. Дата обращения: 5 мая 2013. Архивировано из оригинала 17 мая 2013 года.
- Трёхступенчатая ракета-носитель «Союз». ЦСКБ-Прогресс. Дата обращения: 3 мая 2013. Архивировано из оригинала 25 апреля 2013 года.
- Ракета-носитель «Союз» (11A511). Космическая нумизматика и космонавтика. Дата обращения: 3 мая 2013.
- 7К-Т — транспортный корабль для ДОС. Космическая нумизматика и космонавтика. Дата обращения: 3 мая 2013.
- Трехступенчатая ракета-носитель «Союз». Исследование Солнечной системы. Дата обращения: 3 мая 2013.
- Фомин Г. Е.; Козлов Д. И..: . История создания и развития ракеты Р-7, послужившей основой освоения космического пространства. — Доклад на конференции «Королёвские чтения». Дата обращения: 5 мая 2013. Архивировано из оригинала 9 декабря 2012 года.
- Таблица запусков КК 71—80. Эпизоды космонавтики. Дата обращения: 3 мая 2013.
- Статистика пусков РН «Союз». ГНПРКЦ «ЦСКБ-Прогресс». Дата обращения: 14 мая 2013. Архивировано из оригинала 26 марта 2013 года.
- Ракета-носитель «Союз». Тихий космос. Дата обращения: 3 мая 2013. Архивировано из оригинала 30 апреля 2008 года.
- Железняков А.. Хроника освоения космоса. Энциклопедия «Космонавтика». Дата обращения: 3 мая 2013.
- Максименко А. В.. Ракеты-носители семейства Р-7. Дата обращения: 3 мая 2013. Архивировано из оригинала 17 мая 2013 года.
- ЖРД РД-107 и РД-108 и их модификации. Дата обращения: 3 мая 2013. Архивировано 17 мая 2013 года.
- Основные двигатели разработки НПО «Энергомаш». Дата обращения: 3 мая 2013.
- РД0107, РД0108, РД0110. Ракеты-носители «Молния» (8К78), «Восход» (8К78М), «Союз» (11А511У, 11А511У-ФГ, 11А511У-ПВБ), «Союз-2-1а», «Союз-СТА». Дата обращения: 3 мая 2013.
- Подборка материалов о РН Р-7. Дата обращения: 3 мая 2013. Архивировано 17 мая 2013 года.
- Ракеты-носители созданные в КБ Королёва. Rocketpolk44. Дата обращения: 3 мая 2013. Архивировано 17 мая 2013 года.
- ГОСТ 10227-86. Топлива для реактивных двигателей. Технические условия. Дата обращения: 3 мая 2013. Архивировано 1 сентября 2013 года.

### Ресурсы на других языках
- Soyuz 11A511 (англ.). Encyclopedia Astronautica. Дата обращения: 3 мая 2013. Архивировано 17 мая 2013 года.
- Rockets: R-7 family (англ.). Russian Space Web. Дата обращения: 3 мая 2013. Архивировано 17 мая 2013 года.
- Soyuz (11A511) (англ.). Gunter's space page. Дата обращения: 3 мая 2013. Архивировано 17 мая 2013 года.
- R-7 (Semyorka) Based Launch Vehicle Flight History by Variant/Year (1957—Present) (англ.). Space Launch Report. Дата обращения: 3 мая 2013. Архивировано 17 мая 2013 года.
- 11A511 «Soyuz» SL-4, A2 Type (англ.). Дата обращения: 3 мая 2013. Архивировано из оригинала 17 мая 2013 года.